# Mademoiselle chante...
Mademoiselle chante... – debiutancki album studyjny francuskiej piosenkarki Patricii Kaas wydany w 1988 roku przez Polydor. Utwory znajdujące się na albumie utrzymane są w klimacie bluesa i jazzu.
Na płycie zawarty jest m.in. jeden z pierwszych hitów Kaas: „Mademoiselle chante le blues”" autorstwa Didiera Barbeliviena wydany wcześniej w wersji singlowej w 1987 roku, również przez Polydor.
Płyta dotarła do drugiego miejsca listy najpopularniejszych albumów we Francji i utrzymała się na niej przez dwa miesiące. Na francuskiej Top 10 album utrzymał się przez 64 tygodnie, a w setce najpopularniejszych – przez 118 tygodni. Wkrótce po wydaniu płyta zyskała we Francji status złotej (sprzedaż powyżej 100 tys. egzemplarzy), a po trzech miesiącach – platynowej (sprzedaż ponad 350 tys. egzemplarzy). Platynową płytą album stał się również w Belgii i Szwajcarii, a złotą – w Kanadzie.

## Lista utworów
| #   | Tytuł                                                      | Długość |
| --- | ---------------------------------------------------------- | ------- |
| 1.  | „Mon mec à moi” (D. Barbelivien / F. Bernheim)             | 4:14    |
| 2.  | „Vénus des abribus” (F. Bernheim – E. Depardieu / Perrier) | 3:55    |
| 3.  | „D’Allemagne” (D. Barbelivien / D. Barbelivien)            | 4:25    |
| 4.  | „Des mensonges en musique” (D. Barbelivien / F. Bernheim)  | 4:19    |
| 5.  | „Un dernier blues” (D. Barbelivien)                        | 1:37    |
| 6.  | „Quand Jimmy dit” (D. Barbelivien / F. Bernheim)           | 3:42    |
| 7.  | „Souvenir de l'Est” (D. Barbelivien / P. Barney)           | 2:56    |
| 8.  | „Elle voulait jouer cabaret” (D. Barbelivien)              | 4:02    |
| 9.  | „Mademoiselle chante le blues” (D. Barbelivien / Medhi)    | 3:48    |
| 10. | „Chanson d'amour pas finie” (D. Barbelivien / F. Bernheim) | 1:36    |

## Certyfikaty
| Kraj       | Certyfikat  | Data             | Sprzedaż  |
| ---------- | ----------- | ---------------- | --------- |
| Kanada     | Złoto       | 30 stycznia 1990 | 50 000    |
| Francja    | Diament     | 1990             | 1 000 000 |
| Szwajcaria | 2 x Platyna | 1992             | 100 000   |

## Pozycje na listach
| Lista (1988–1991)   | Najwyższa pozycja |
| ------------------- | ----------------- |
| French Albums Chart | 2                 |

| Koniec roku 1989    | Najwyższa pozycja |
| ------------------- | ----------------- |
| French Albums Chart | 4                 |